# 娜塔莉的情人
《娜塔莉的情人》（韓語：나탈리），是一部2010年上映的韓國首部3D情慾電影。

## 剧情介紹
该片讲述雕塑家黄俊赫和美术评论家张敏宇和现代舞蹈专业学生吴美兰三人之间的爱情故事。

## 演員陣容
| 演員   | 角色   | 介紹 |
| 李成宰 | 黄俊赫 | 著名的雕塑家、大學教授。在創作女性裸體雕像時，雖然有朴館長自願擔任模特兒，仍然覺得缺乏靈感而深感氣餒。偶然看見美蘭在現代舞團的演出，驚艷不已。而後更驚訝的發現美蘭竟然是他的學生之一...... |
| 金智勳 | 张敏宇 | 美术评论家、也曾是黄俊赫的學生。看過美蘭在現代舞團的演出、為之傾倒。學期的最後一堂課下課後、要求幫美蘭畫像。                                                                               |
| 朴賢珍 | 吴美兰 | 现代舞蹈专业学生，選修黄俊赫的課。學期的最後一堂課下課後向黄俊赫索取簽名並自薦願意擔任他的模特兒......                                                                                     |
| 金綺娟 | 朴孝琳 | 畫廊館長 |
| 金恩京 |        | 舞蹈演員 |
| 江珍珠 |        | 舞蹈演員 |
| 龍惠蓮 |        | 舞蹈演員 |
| 鄭伊秀 |        | 舞蹈演員 |
| 金宣雅 |        | 舞蹈演員 |
| 金恩宇 |        | 舞蹈演員 |
| 趙秀真 |        | 舞蹈演員 |
| 李佳姸 |        | 舞蹈演員 |
| 楊智媛 |        | 舞蹈演員 |
| 金素恩 |        | 舞蹈演員 |
| 金素珍 |        | 舞蹈演員 |
| 申秀彬 |        | 舞蹈演員 |
| 尹惠善 |        | 舞蹈演員 |
| 林貞秀 |        | 舞蹈演員 |
| 金藝智 |        | 舞蹈演員 |
| 林素恩 | 怡琳   | 吳美蘭與張敏宇出生不久的女兒（特別出演） |
| 全炳周 | 黃記者 | 新聞記者（特別出演） |
| 黃熙淑 |        | 與朴孝琳熟識的畫廊觀眾（特別出演） |

## 外部連結
- 互联网电影数据库（IMDb）上《娜妲莉的情人》的资料（英文）